# Johan Ahlberg

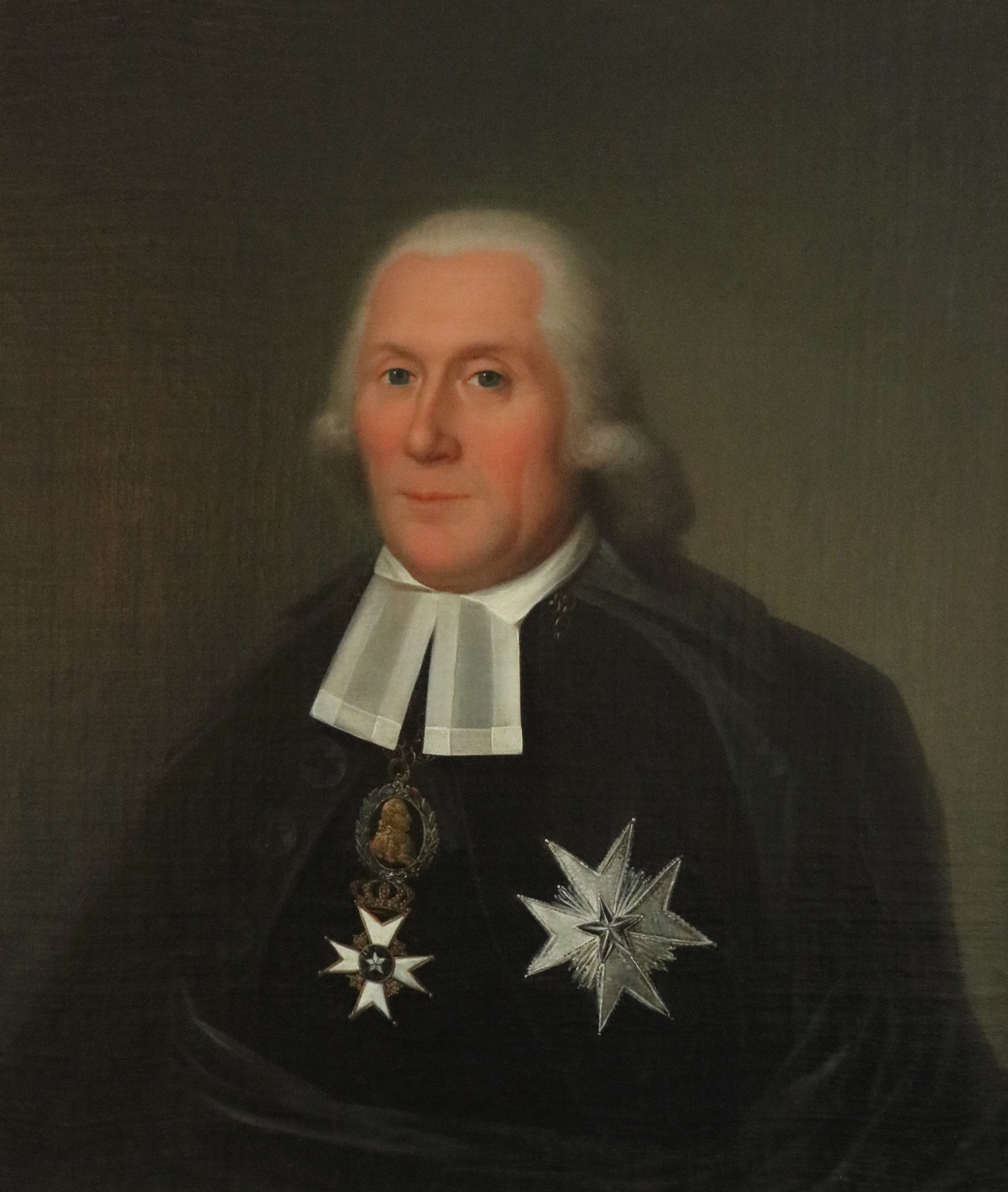
Porträtt av Johan Wingård utfört av Johan Ahlberg

Johan Ahlberg, född 1752, död 18 maj 1813 i Uppsala, var en svensk porträtt- och historiemålare.
Ahlberg studerade måleri för Lorenz Pasch. Vid Konstakademiens utställning 1784 tilldelades han en silvermedalj för sina målningar och etyder där han kopierat Rubens Susanna och Rembrandts Anastadius. Han medverkade två år senare i akademiens stora tävlan om ett resestipendium men lyckades bara vinna en av de två mindre guldmedaljerna. Han utnämndes till ritmästare vid Uppsala universitet 1786 och blev agré vid akademien 1791 för att slutligen bli invald som ledamot 1803. Bland hans porträttmålningar märks porträtten av greve Georg Hans Carl Wachtmeister, Johan Floderus, Johan Acrel och Jacob Lindblom; för Mörkö kyrka utförde han en altartavla 1789 och en altaruppsats till Fittja kyrka 1790. Ahlberg är representerad vid Nationalmuseum.

### Fotnoter
1. ↑  Nationalmuseum